# 캘빈 클라인 (패션 디자이너)
캘빈 리처드 클라인(영어: Calvin Richard Klein, 1942년 11월 19일 ~ )은 미국의 패션 디자이너이다. 자신의 이름을 따서 캘빈 클라인 상표를 만들었다.

## 같이 보기
- 캘빈 클라인(상표)